# ReDRagon
ReDRagon fue un tag team de lucha libre profesional formado por Bobby Fish y Kyle O'Reilly, que trabajó más recientemente para All Elite Wrestling (AEW). También son conocidos por su trabajo en Ring of Honor (ROH), New Japan Pro-Wrestling (NJPW) y WWE. En WWE, lucharon juntos bajo el nombre de The Undisputed Era, como stable con Adam Cole; los tres formaron el grupo The Undisputed Elite después de dejar la WWE, aunque Fish y O'Reilly habían vuelto a usar el nombre reDRagon cuando trabajaban como dúo.
Fish y O'Reilly se hicieron conocidos por primera vez por su trabajo en ROH, donde son tres veces Campeones Mundiales en Parejas de ROH. Paralelamente, aparecieron en otras promociones, incluso en NJPW, donde son dos veces Campeones de Parejas de Peso Pesado Júnior de IWGP, y los ganadores del Super Junior Tag Tournament 2014. En WWE, son dos veces Campeones en Parejas de NXT (su primer reinado lo compartieron con Adam Cole y Roderick Strong). Son el primer equipo en la historia que ha ganado campeonatos en parejas en NJPW, ROH y WWE. El equipo se disolvió silenciosamente el 1 de septiembre de 2022, cuando Bobby Fish no renovó su contrato con AEW.

## Historia

### Ring of Honor (2012-2017)

#### 2012-2013
En Final Battle 2012: Doomsday, Kyle O'Reilly y Bobby Fish formaron un nuevo equipo al cual denominaron llamado reDRagon donde debutaron siendo derrotados por The American Wolves (Eddie Edwards y Davey Richards).
En ROH 11th Anniversary Show, derrotaron a The Briscoe Brothers (Jay y Mark), ganando el Campeonato Mundial en Parejas de la ROH. En Supercard of Honor VII, derrotaron a The American Wolves, reteniendo los títulos. Posteriormente, derrotaron a Alabama Attitude (Corey Hollis y Mike Posey), donde retuvieron los campeonatos. En Best of the World, derrotaron a C&C Wrestle Factory (Caprice Coleman y Cedric Alexander) y SCUM (Cliff Compton y Rhett Titus) en un Three-way Tag team Match, donde conservaron los títulos nuevamente.
El 27 de julio en ROH, fueron derrotados por Forever Hooligans (Alex Koslov y Rocky Romero), perdiendo los títulos. En Manhattan Mayhem V, derrotaron a The American Wolves, ganando por segunda vez, el Campeonato Mundial en Parejas de la ROH. En Death Before Dishonor XI, fue vencido junto con Bobby Fish Matt Taven y Michael Bennett por ACH, Tadarius Thomas, Caprice Coleman y Cedric Alexander. Durante los siguientes meses, reDRagon defendió los títulos contra equipos como C&C Wrestle Factory, The Forever Hooligans, y Jay Lethal & Michael Elgin. En Final Battle, derrotaron a Outlaw, Inc. (Homicide y Eddie Kingston), reteniendo los títulos.

#### 2014-2015
En ROH 12th Anniversary Show, derrotaron a Adrenaline Rush (ACH y Tadarius Thomas), donde retuvieron los títulos. En Supercard of Honor VIII, derrotaron a Forever Hooligans y a Hanson y Raymond Rowe. en un Three-way Tag team Match. En Raising the Bar, fueron derrotados por The Young Bucks (Matt y Nick Jackson), perdiendo nuevamente los títulos.
En War of the Worlds, derrotaron a The Young Bucks, ganando por tercera vez el Campeonato Mundial en Parejas de la ROH. El 7 de junio en ROH, retuvieron los títulos ante The Briscoe Brothers. En Best of the World 2014, derrotaron a Christopher Daniels y Frankie Kazarian donde los títulos estaban en juego. En All Star Extravaganza VI, derrotaron a The Young Bucks en un 2-out-of-3 falls Match, reteniendo los campeonatos. Posteriormente, participaron en el ROH Tag Wars Tournament donde llegaron a la fase final. Esa misma noche, derrotaron a ACH y Matt Sydal, The Addiction (Daniels y Kazarian) y The Briscoes donde retuvieron los títulos y ganaron el torneo. En Final Battle, derrotaron a Time Splitters (Alex Shelley y Kushida).

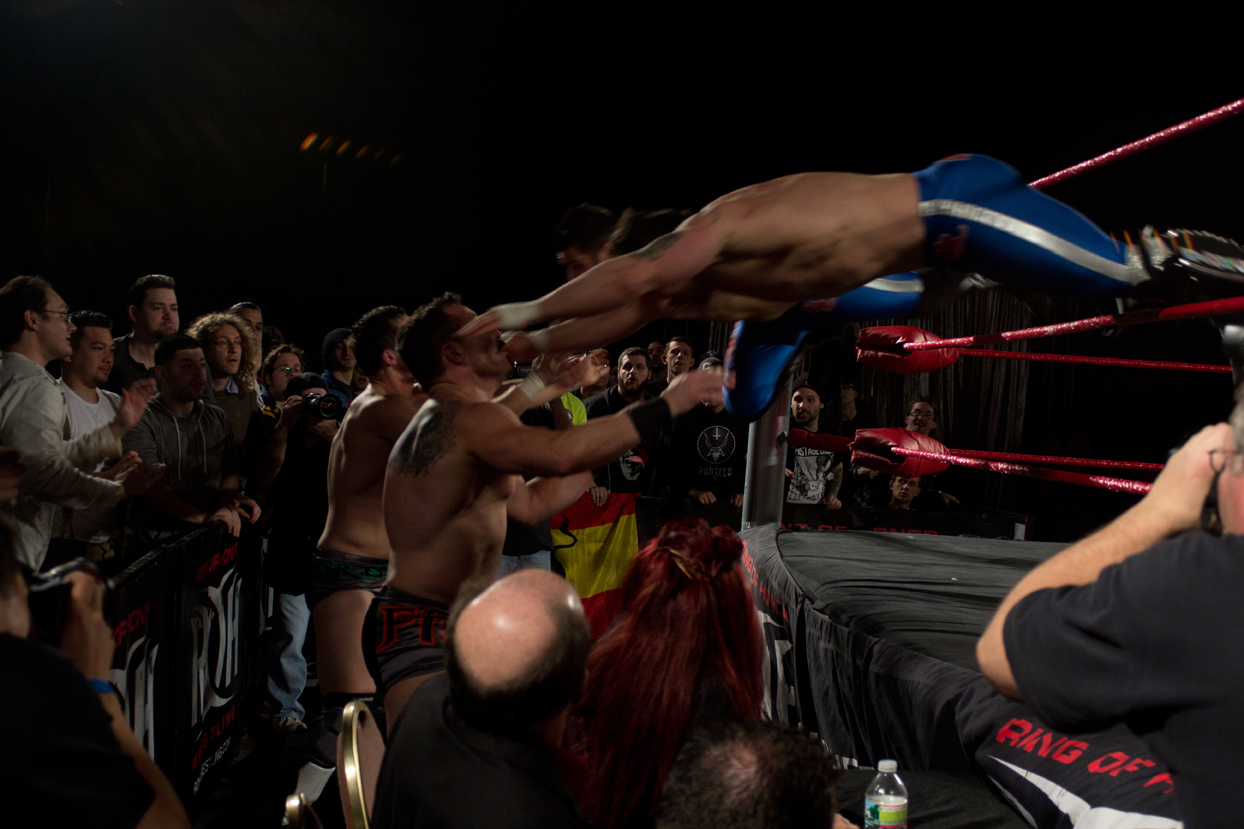
reDRagon contra The American Wolves en Supercard of Honor VII.

En ROH 13th Anniversary Show, derrotaron nuevamente a The Young Bucks. En Supercard of Honor IX, vencieron a The Kingdom (Matt Taven y Michael Bennett). El 4 de abril en ROH, fueron derrotados por The Adicction, perdiendo los títulos. Tras esto, O'Reilly y Fish formaban equipo esporádicamente ya que O'Reilly empezó a tener roces con Adam Cole mientras que Fish iba tras el Campeonato Mundial Televisivo de la ROH.
En War of the Worlds, derrotaron a Hiroshi Tanahashi y Jushin Thunder Liger. Luego, fue derrotado por Tetsuya Naito. En Best in the World, fueron derrotados por The Addiction (Christopher Daniels y Frankie Kazarian) en un No Disqualification Tag Team Match. En Global Wars, O'Reilly se enfrentó a Chris Sabin y Kushida pero fue derrotado por este último.
En Field of Honor, fueron derrotados por Jay Lethal y Shinsuke Nakamura. En All Star Extravaganza VII, Fish fue derrotado por Jay Lethal por el Campeonato Mundial Televisivo de la ROH. Esa misma noche, O'Reilly fue derrotado por Lethal por el Campeonato Mundial de la ROH. En Survival of the Fittest: Night 1, fueron derrotados por The Kingdom (Matt Taven y Michael Bennett). En Survival of the Fittest: Night 2, derrotaron a The House of Truth (Jay Lethal y Donovan Dijak).
En Final Battle, fueron derrotados junto con The Kingdom por The Young Bucks en un Three-way Philadelphia Street Fight Match.

#### 2016-2017
En Glory by Honor XV, O'Reilly volvió a formar equipo con Bobby Fish para derrotar a Adam Cole y Hangman Page. En enero de 2017, el contrato de O'Reilly con ROH había finalizado, mientras que el de Fish fue después de dos meses.

### New Japan Pro Wrestling (2014-2017)

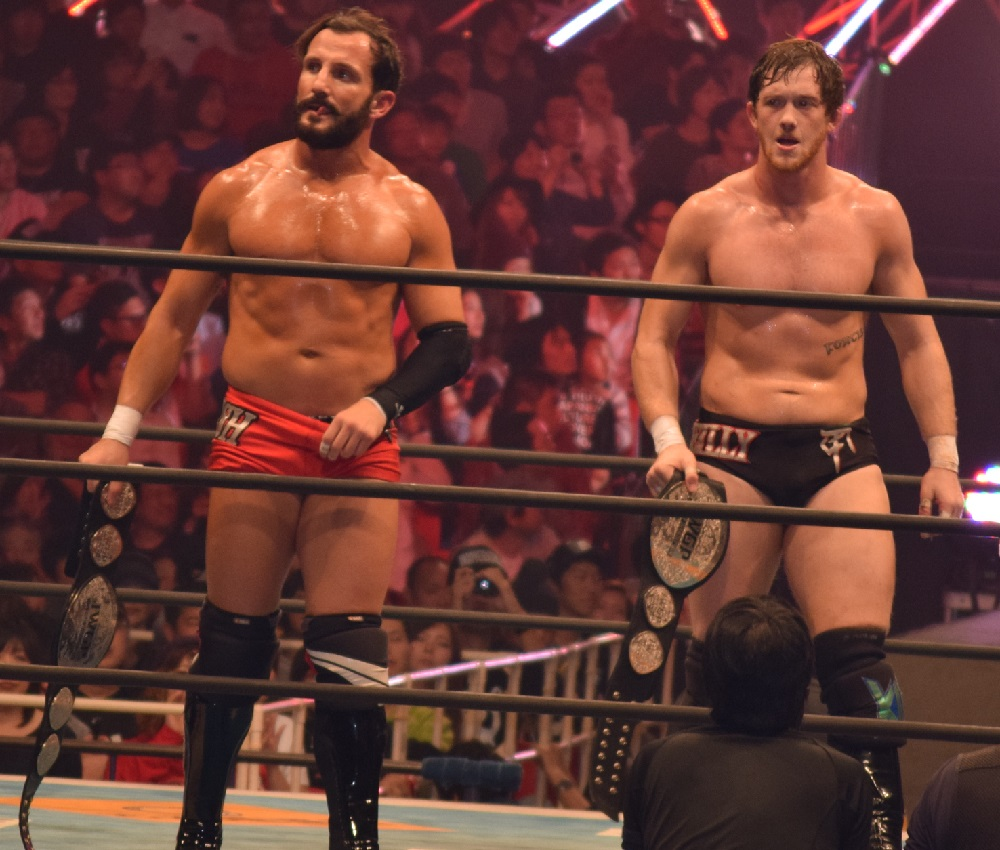
reDRagon como Campeones Júnior Pesados en Parejas IWGP.

Debido a los convenios entre ROH y NJPW, el 10 de agosto, reDRagon tuvo una aparición especial siendo derrotados por Time Splitters (Alex Shelley y Kushida) por el Campeonato Júnior Pesado en Parejas IWGP.
El 25 de octubre, O'Reilly y Fish fueron anunciados como participantes del Super Jr. Tag Tournament 2014. El 3 de noviembre, reDRagon derrotó a The Young Bucks, ganando el torneo. En Power Struggle, reDRagon derrotó a Time Splitters, ganando el Campeonato Júnior Pesado en Parejas IWGP.

#### 2015
En Wrestle Kingdom 9 derrotaron a Forever Hooligans, Time Splitters y The Young Bucks en un Four-way Tag Team Match. En The New Beginning en Osaka, O'Reilly y Fish fueron derrotados junto con Time Splitters por The Young Bucks en un Three-way Tag Team Match, perdiendo los títulos.
Unos meses después en Wrestling Dontaku, regresaron para ser parte de un Three-way Match por el Campeonato Júnior Pesado en Parejas IWGP, donde estaban The Young Bucks y Roppongi Vice (Beretta y Rocky Romero) pero no lograron ganarlos. Más tarde ese mes, O'Reilly entró en Best of the Super Juniors 2015. Logró avanzar a las finales, siendo derrotado por Kushida. En Dominion 7.5 in Osaka-jo Hall, volvió a unirse con Fish para enfrentarse a The Young Bucks y Roppongi Vice por el Campeonato Júnior Pesado en Parejas IWGP pero fueron nuevamente derrotados.
El 16 de agosto, reDRagon derrotó a The Young Bucks, ganando por segunda vez el Campeonato Júnior Pesado en Parejas IWGP. En King of Pro-Wrestling, derrotaron a Roppongi Vice, reteniendo los títulos. En Power Struggle, O'Reilly junto a Fish, Alex Shelley y Kushida derrotaron a Bullet Club. En Wrestle Kingdom 10, fueron derrotados por The Young Bucks en un Four-way Tag Team Match, donde estuvieron Roppongi Vice y Matt Sydal & Ricochet, perdiendo los títulos.

#### 2016-2017
En The New Beginning in Osaka, reDRagon fue derrotado junto con The Young Bucks por Matt Sydal & Ricochet. En The New Beginning in Niigata, derrotaron a Chaos (Gedo y Kazushi Sakuraba). Después de esto, O'Reilly y Fish formaron alianza con Katsuyori Shibata para enfrentarse a The Elite (Kenny Omega y The Young Bucks). En Honor Rising: Japan, O'Reilly, Fish y Shibata fueron derrotados por The Elite en un Six-man Tag Team Match.

### WWE (2017-2021)
El 23 de junio en NXT, Fish tuvo una aparición especial donde fue derrotado por Aliester Black. Posteriormente, el 12 de julio en NXT, O'Reilly también tendría una participación especial donde también fue derrotado por Aliester Black. En NXT TakeOver: Brooklyn III, debutaron atacando a The Authors of Pain (Akam y Rezar) y a SAnitY (Eric Young y Alexander Wolfe) después de que estos últimos ganaran el Campeonato en Parejas de NXT; y al finalizar, también atacó junto con Adam Cole a Drew McIntyre, mostrándose como heel.
El 30 de agosto en NXT, nuevamente aparecieron con Cole para atacar a McIntyre. El 13 de septiembre en NXT, se presentó junto con Cole para atacar a Pete Dunne después de que éste retuviera el Campeonato Británico de la WWE ante Wolfgang. A esta aparición, WWE denominó al nuevo stable como "The Undisputed Era". El 20 de septiembre en NXT, debutaron derrotando a Trent Seven y Tyler Bate. Después de la lucha, huyeron de McIntyre, quien salió para confrontarlo para luego ser atacados por SAnitY. El 27 de septiembre en NXT, interfirieron a favor de Cole en su lucha contra Eric Young. El 18 de octubre en NXT; O'Reilly, Fish y Cole debían enfrentarse a SAnitY pero fueron interrumpidos por The Authors of Pain. El 1 de noviembre en NXT, nuevamente aparecieron con Cole para interrumpir la lucha entre SAnitY y The Authors of Pain pero fueron atacados por Roderick Strong. Tras esto, William Regal anunció que The Undisputed Era se enfrentaría ante SAnitY y The Authors of Pain & Roderick Strong en un WarGames Match (tipo de lucha que no se veía desde la WCW). El 20 de noviembre en NXT, O'Reilly y Fish derrotaron a SAnitY, ganando el Campeonato en Parejas de NXT.
En NXT TakeOver: WarGames, vencieron a The Authors of Pain & Roderick Strong y SAnitY.
El 27 de diciembre en NXT, interfirieron en el Fatal 4-way Match entre Aliester Black, Johnny Gargano, Lars Sullivan y Killian Dain, donde Cole le costó la victoria a Black de ganar dicha lucha.

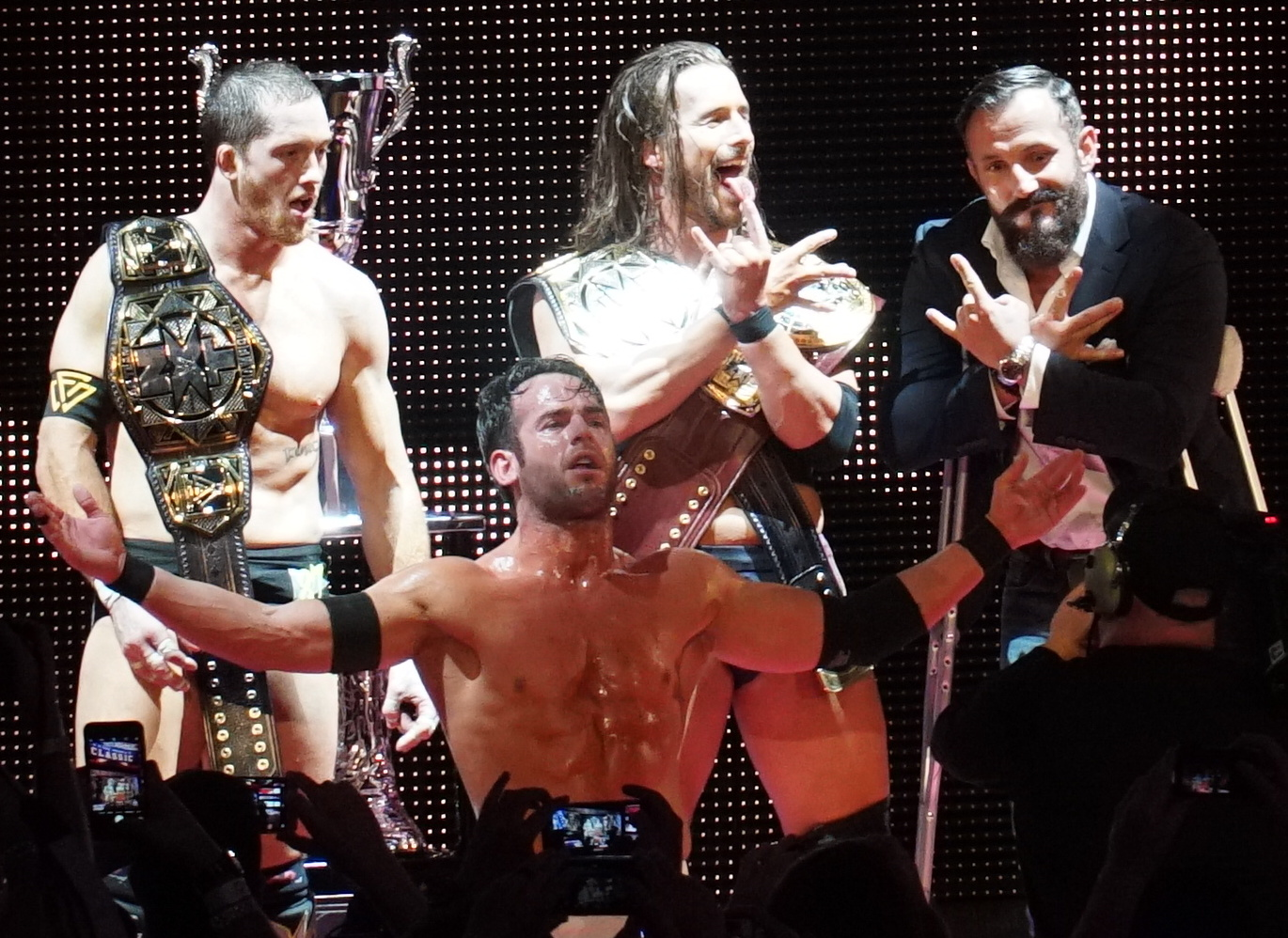
Fish y O'Reilly como parte de The Undisputed Era.

El 10 de enero en NXT, The Undisputed Era fueron retados por Black y Strong por los Campeonatos en Parejas de NXT. Esa misma noche, O'Reilly y Fish derrotaron a Black y Strong después de que Cole distrajera a Black. En NXT TakeOver: Philadelphia, O'Reilly y Fish derrotaron a The Authors of Pain para retener los títulos. Esa misma noche, O'Reilly y Fish intervinieron en la lucha entre Cole y Black pero fueron atacados por SAnitY.
El 4 de marzo, Fish sufrió un desgarro del ligamento cruzado anterior (ACL) y un desgarro del ligamento cruzado anterior (MCL) en la rodilla izquierda en un House show. A razón de esto, Cole tomó su lugar como campeón bajo la freebird rule. El 14 de marzo en NXT, The Undisputed Era atacaron a Dunne pero Strong salió para defenderlo. Tras esto, se comenzó una rivalidad con Strong y Dunne. El 4 de abril en NXT, interfirieron en la lucha final del Dusty Rhodes Tag Team Classic donde atacaron a Strong, Dunne y The Authors of Pain. Tras esto, William Regal determinó que en NXT TakeOver: New Orleans, la final del torneo tendría doble premio: el trofeo del mismo y los Campeonatos en Parejas de NXT.
En NXT TakeOver: New Orleans, derrotaron a Strong & Dunne y The Authors of Pain en un Triple Threat Match, reteniendo los títulos y además, ganando el Dusty Rhodes Tag Team Classic; todo esto después de que Strong traicionara a Dunne.

### All Elite Wrestling (2021-2022)
En la edición Holiday Bash de Dynamite el 22 de diciembre de 2021, O'Reilly debutó para la promoción como una «sorpresa» que Cole y Fish habían insinuado la semana anterior, ayudando a Cole a derrotar a Orange Cassidy y reuniendo a reDRagon como subgrupo de The Elite. En el siguiente Dynamite el 29 de diciembre, reDragon hizo su debut en el ring en AEW en una lucha de tríos con Cole contra Best Friends. En el episodio del 23 de febrero de 2022 de Dynamite, reDRagon ganó una battle royal de 10 equipos para ganar una oportunidad por el Campeonato en Parejas de AEW en Revolution. ReDRagon perdió el combate. En el mismo evento, que se celebró el 6 de marzo de 2022, reDRagon ayudó sin éxito a Adam Cole en su lucha por el Campeonato Mundial de AEW contra el campeón defensor Adam Page. El 31 de agosto se informó que el contrato de Bobby Fish con AEW expiró y abandonó la promoción, disolviendo así el equipo por primera vez.

## En lucha
- Movimientos finales
  - Chasing the Dragon (Vertical suplex lift de O'Reilly, seguido de un roundhouse kick en el dorso por Fish, y completado por un brainbuster de O'Reilly)
- Movimientos de firma
  - Double Dragon / Ride The Lightning (Wheelbarrow hold de Fish, seguido por un double underhook DDT de O'Reilly, que se completa con un wheelbarrow suplex de Fish)
  - Combinación de Legsweep, de O'Reilly y Flying Fish Hook, de Fish
  - Two Man Smash Machine (combinación de Tilt-a-whirl backbreaker de Fish y Diving knee drop de O'Reilly)
- Managers
  - Adam Cole
  - Shayna Baszler
  - Tom Lawlor

## Campeonatos y logros
- New Japan Pro Wrestling/NJPW
  - IWGP Junior Heavyweight Tag Team Championship (2 veces)
  - Super Jr. Tag Tournament (2014)

- Ring of Honor/ROH
  - ROH World Tag Team Championship (3 veces)
  - Tag Wars Tournament (2014)

- WWE
  - NXT Tag Team Championship (2 veces)